# Teluk Kijing I
Teluk Kijing I is een bestuurslaag in het regentschap Musi Banyuasin van de provincie Zuid-Sumatra, Indonesië. Teluk Kijing I telt 4225 inwoners (volkstelling 2010).